# L'amore perduto
L'amore perduto (The Man from Yesterday) è un film statunitense del 1932 diretto da Berthold Viertel.